# Przeziernik brzozowiec
Przeziernik brzozowiec (Synanthedon scoliaeformis) - gatunek owada z rodziny przeziernikowatych.

## Opis
Rozpiętość skrzydeł 32 mm; głowa i tułów granatowoczarne ze słabo widocznym żółtym rysunkiem, odwłok granatowoczarny z żółtymi przepaskami różnej wielkości, końcówka odwłoka pomarańczowa.

## Siedlisko
Różnorodne, przeważnie dość wilgotne siedliska z rosnącą brzozą.

## Występowanie
Wykazany z północnej i środkowej Europy oraz z umiarkowanej strefy Azji aż po Japonię. Dość rzadko spotykany, choć znany z większości obszaru Polski.

## Rozmnażanie
Rozwój następuje w dolnej partii (do wysokości 2 m) pni drzew o średnicy ok. 90 cm. Stadium gąsienicy trwa 2-3 lata. Poczwarka w kokonie. Motyle pojawiają się w czerwcu i w lipcu.

## Pokarm
Gąsienice żerują pod grubą korą różnych gatunków brzóz (Betula). Motyl odwiedza różnorodne gatunki kwiatów.